# Xian de Qingxu
Le xian de Qingxu (清徐县 ; pinyin : Qīngxú Xiàn) est un district administratif de la province du Shanxi en Chine. Il est placé sous la juridiction de la ville-préfecture de Taiyuan.

## Démographie
La population du district était de 292 315 habitants en 1999.